# ブチネコ

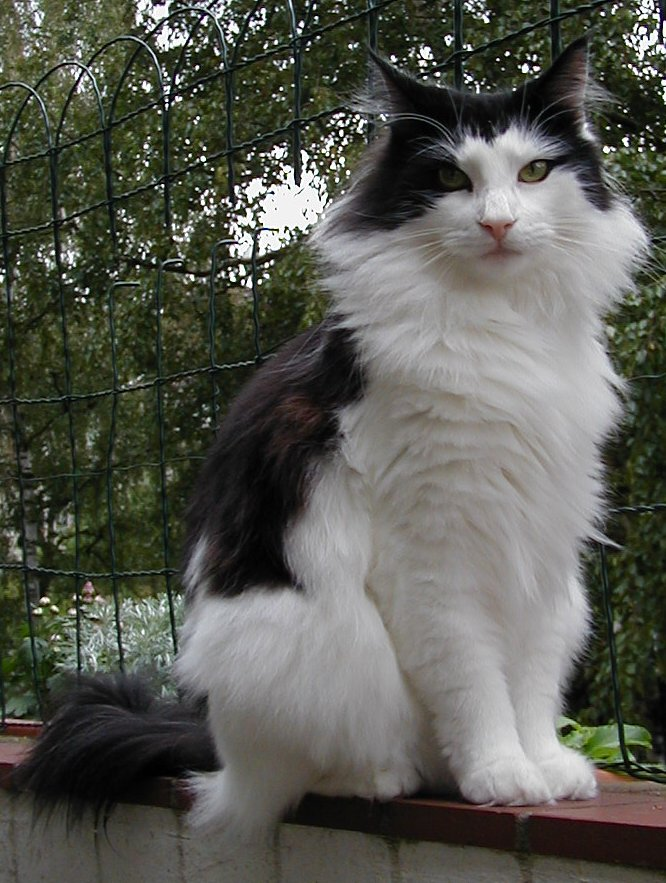
ノルウェージャンフォレストキャット

ブチネコ（ぶち猫、斑猫）とは、毛の色に地色と異なる色があちこちに入っている、まだら模様のネコのこと。白・黒・茶の3色が混じっている猫は三毛猫と呼ばれる。